# 派羅特摩德 (愛荷華州)
派羅特摩德（英語：Pilot Mound）是一個位於美國愛荷華州布恩縣的城市。

## 地理
派羅特摩德的座標為42°09′45″N 94°00′52″W / 42.16250°N 94.01444°W，而該地的平均海拔高度為338米（即1109英尺）。

## 人口
根據2010年美國人口普查的數據，派羅特摩德的面積為2.54平方千米，均為陸地。當地共有人口173人，而人口密度為每平方千米68人。